# アオジャコウアゲハ
アオジャコウアゲハ (Battus philenor) は、アゲハチョウ科に分類されるチョウの一種。

## 分布
アメリカ合衆国からコスタリカにかけて分布する。

## 特徴

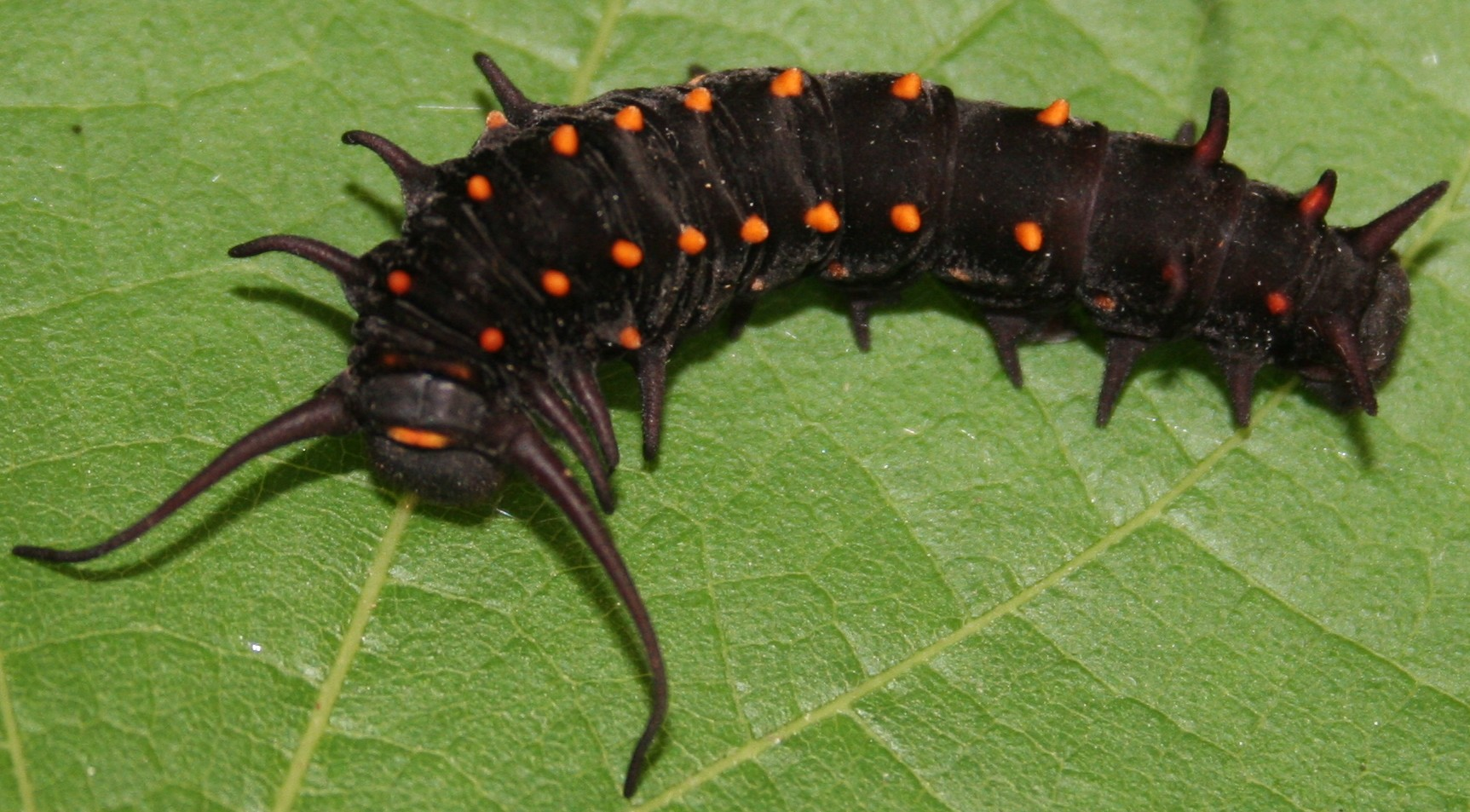
幼虫

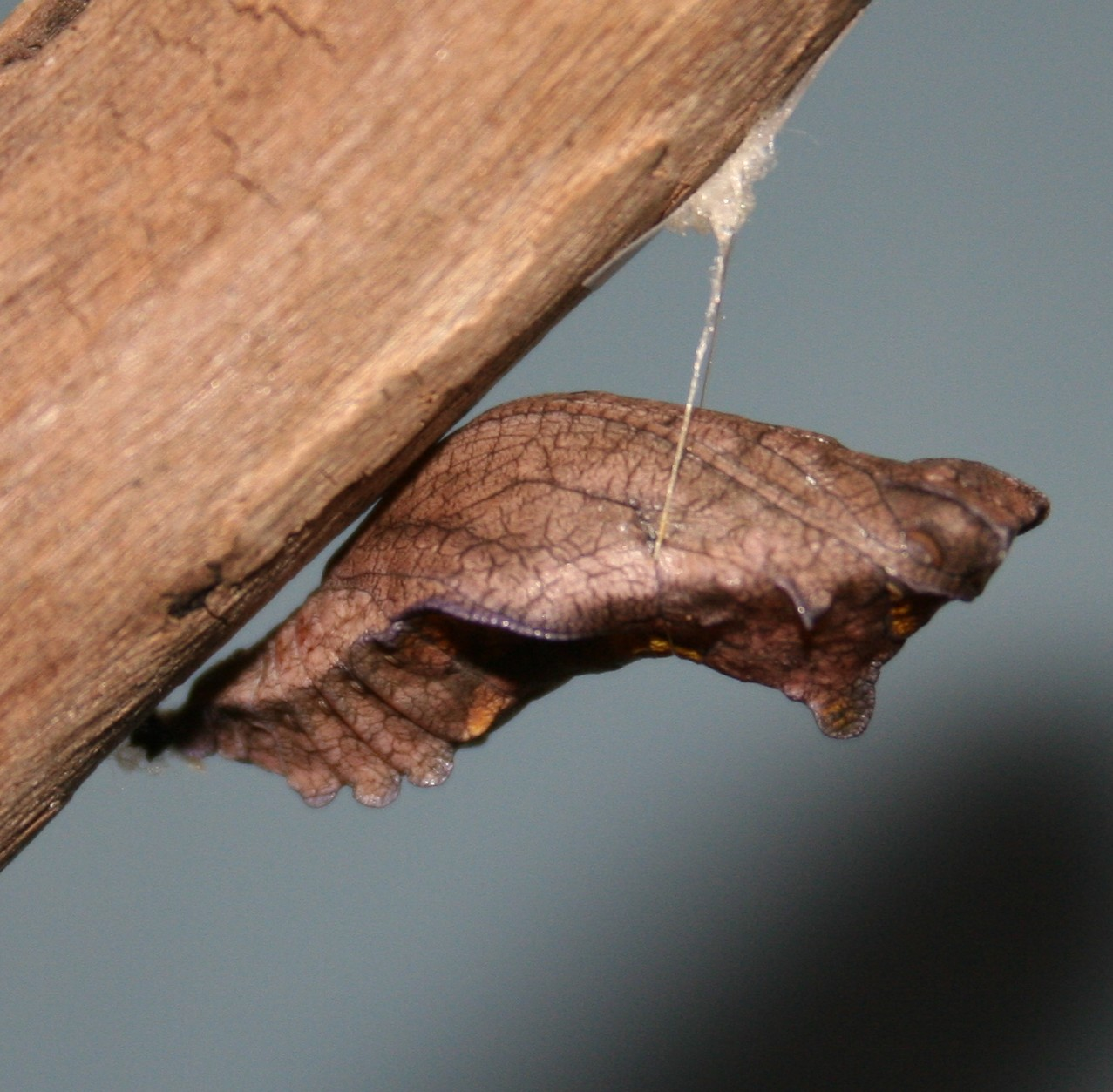
蛹

開長8cm。翅は黒い地色に青っぽい光沢がある。
森林や庭など幅広い環境に生息し、5-9月に出現する。
ウマノスズクサ科ウマノスズクサ属を食草とする。本種は毒を有しており、本種に擬態するチョウがいる。